# Fritz Wolf
Fritz Wolf (Mülheim an der Ruhr, 7 maggio 1918 – Bad Rothenfelde, 23 dicembre 2001) è stato un grafico e caricaturista tedesco.
Ha collaborato con il quotidiano Die Welt, poi con la rivista Stern per 35 anni e con la rivista femminile Brigitte per 25 anni. Dal 1952 è stato vignettista interno della Neue Osnabrücker Zeitung.

## Biografia
Fritz Wolf proveniva da una famiglia di Mülheim con sette figli di cui era il primogenito. Dopo aver lasciato la scuola nel 1934, compì un apprendistato come chimico. Esercitò questa professione fino a quando fu chiamato per il servizio militare. Durante questo periodo, Achilles Markowsky, il futuro fondatore dell'oggigiorno scomparso Neue Tagespost di Osnabrück, fu il suo superiore.
Dopo la fine della Seconda guerra mondiale, Wolf si procurò da vivere dipingendo paralumi. Nel 1948/1949, lavorò come apprendista in uno studio grafico, studiando l'arte commerciale alla scuola d'arte Folkwang di Essen.
Nel 1949 si trasferì a Osnabrück con la moglie Edith, nata Meyerhoff. In questa città, inizialmente abitò in Wittkopstraße, nel quartiere di Sonnenhügel. A Osnabrück lavorò come artista commerciale e pubblicò le sue prime caricature sul Neue Tagespost. Nel 1952 si dedicò alla caricatura politica e fu assunto dal Neue Osnabrücker Zeitung con cui rimase in contatto fino alla morte. Le sue opere furono date alle stampe anche in pubblicazioni nazionali e internazionali, tra cui  la britannica Time and Tide. Wolf aderì  alla SPD nel 1969. Si spense nel 2001 dopo una grave malattia nella città termale di Bad Rothenfelde, nel distretto di Osnabrück.
In un necrologio, il sindaco di Osnabrück dell'epoca, Hans-Jürgen Fip, onorò Fritz Wolf, osnabrückese convinto per scelta, come un eccezionale rappresentante della caricatura contemporanea che era sempre andato al cuore delle sue osservazioni politiche e socialmente critiche. Fip spiegò: 
L'artista partecipava attivamente alla vita culturale della città. La città di Osnabrück onorò il lavoro della sua vita e la sua eredità artistica, impegnandosi a promuovere l'apprezzamento della caricatura politica al di là della sua attualità.

## Premi e onorificenze
- 1979: Premio della Bassa Sassonia per il giornalismo;
- 1979: Medaglia Justus Möser della città di Osnabrück;
- 1994: Premio d'arte dell'Associazione regionale di Osnabrück.

## Altri onori in suo nome

### Monumento a Fritz-Wolf
La città di Osnabrück onorò il caricaturista con un monumento sito tra la Fritz-Wolf-Platz e la Fritz-Wolf-Passage sulla Krahnstraße, vicino al municipio. Il monumento fu inaugurato il 12 maggio 2003 e raffigura il busto di Wolf con cappello e sciarpa su una stele di pietra. Alla base del monumento è raffigurato un foglio di carta con una penna d'oca e un calamaio. Il monumento è opera di Werner Klenk.

### Impianti sportivi
In onore di Fritz Wolf, che era un appassionato giocatore di tennis, il 23 agosto 2003 si tenne a Osnabrück-Nahne il Torneo Memorial "Fritz Wolf". In tale occasione, l'impianto di tennis del TuS Nahne fu rinominato in suo onore, alla presenza della vedova Edith Wolf e del sindaco locale Erich Lauven, con l'esposizione delle sue caricature sportive.

### Volta di Fritz Wolf
Dopo la morte di Wolf, a una sala a volta del suo locale preferito, il ristorante tradizionale Holling di Osnabrück, è stato dato il nome di "Fritz-Wolf-Gewölbe". Le caricature di Wolf sono state utilizzate anche come decorazioni murali in altre sale dell'Holling.

## Società Fritz Wolf
Il 17 giugno 2003 la Società Fritz Wolf Society fu fondata come associazione senza scopo di lucro. Il suo primo presidente è stato Marcus Wolf, nipote dell'artista. Lo scopo della società era quello di preservare e far conoscere l'opera di Fritz Wolf. Il 5 novembre 2003, la mostra Partiti e politici a Berlino fu inaugurata nella Casa della Società Parlamentare Tedesca, l'ex Palazzo del Presidente del Reichstag, sito all'interno del Reichstag. La Società collabora con la Fondazione Fritz Wolf.

## Fondazione Fritz Wolf
La Fondazione Fritz Wolf gestisce la maggior parte dei disegni originali dell'artista la cui opera comprende più di 15.000 lavori. Archivia le sue opere, le cura dal punto di vista della conservazione e registra digitalmente i disegni. Sostiene i giovani fumettisti attraverso il Premio Giovani Talenti "Fritz Wolf" per la caricatura e il fumetto. La fondazione si è posta l'obiettivo di fare della città di Osnabrück e dell'università un centro per la raccolta, la ricerca e la pubblicazione di caricature politiche e organizza eventi sulla storia, l'impatto e lo sviluppo della caricatura politica in Germania e in Europa. L'obiettivo è anche quello di creare una mostra permanente dell'opera di Fritz Wolf. Nei primi anni, la fondazione ha utilizzato i locali dell'Università di Osnabrück, dove è registrata come istituzione affiliata all'università. Il deposito è ora ospitato negli archivi di Stato.

### Premio Fritz Wolf per giovani talenti
Il Premio Fritz Wolf per giovani caricaturisti e vignettisti fu assegnato per la terza volta nel 2005. Era stato assegnato per la prima volta durante la vita di Fritz Wolf, nel 2000, e dopo la sua morte, dalla città di Osnabrück, nel 2002 e nel 2005.
- Vincitori 2002:
  - Anja Klauss (*) di Fischbach (Foresta Nera)
  - Anna Zimmermann (* 1971) di Berlino
  - Annika Langosch (* 1969), di Berlino.
- Vincitori del premio 2005:
  - Marina Markevitch, Bielorussia
  - Andreas Güde di Offenbach
  - Jacek Lanckoronski dalla Polonia

## Opere
- Adenauer: Mein Leben (1965)
- Die Lage war noch nie so ernst (1965)
- Ich der Kanzler (1966)
- Sauerland bleibt Sauerland (1966)
- Lieben Sie Parties? (1967)
- Die vollkommene Mischehe (1968)
- Bilder aus der Provinz (mehrere Bände)
- Bon(n)bons (mehrere Bände)
- Fritz Wolf (1978)
- Das Mäuslein und der Elefant (1979)
- Touren mit Töchtern (1981)
- Streifschüsse (1982)
- Wissen Sie noch? (1987)
- Der mit dem Wolf lacht
- Gaumenfreuden (2002)
- Karikaturen (mehrere Bände)
- Ich bin ein Osnabrücker (Privatdruck, 2004)

Fritz Wolf ha pubblicato anche diversi libri in basso tedesco.

## Mostre
La Società Fritz Wolf organizza regolarmente mostre delle opere dell'artista:
- Delizie culinarie, Bistro Sophie Charlotte, Bad Iburg (dal 1° dicembre 2003 al 29 febbraio 2004)
- Gli anni '50, Galerie Clasing und Langer, Osnabrück (2 agosto - 24 agosto 2003)
- Partiti e politici, Biblioteca dell'Università di Osnabrück (primavera 2004)
- La storia contemporanea nello specchio della caricatura, Istituto Comprensivo Schinkel di Osnabrück (24 ottobre - 10 novembre 2004)
- Storia contemporanea nello specchio della caricatura, Johannes-Kepler-Gymnasium di Ibbenbüren (14-21 giugno 2004)
- Selezione di opere, Kulturhaus Schafstall di Bad Essen (20 agosto-17 ottobre 2004)
- Selezione di opere, Hollager Hof di Wallenhorst, (11 novembre - 5 dicembre 2004)
- Selezione di opere, Museo Villa Stahmer a Georgsmarienhütte (30 gennaio - 13 marzo 2005)
- Passaggio d'arte presso la Rappresentanza dello Stato della Bassa Sassonia presso l'Unione Europea a Bruxelles (3 maggio - 25 luglio 2005)
- Europa, Stadthaus Osnabrück (6 dicembre 2005-6 gennaio 2006).

Nel 2006/2007 sono state previste mostre presso il Parlamento della Bassa Sassonia ad Hannover, nel 2008 presso il Wilhelm Busch Museum di Hannover e in seguito nella città natale di Wolf, Mülheim an der Ruhr, presso il Museum Alte Post.